# معركة روضة التنهات
شهدت شبه الجزيرة العربية في منتصف القرن التاسع عشر (حوالي عام 1820م الموافق 1235هـ تقريبًا) معركة حاسمة بين قبيلتي عنزة وشمر، عُرفت بـ معركة روضة التنهات. هذه المعركة، التي دارت رحاها بالقرب من بيضاء النثيل، كانت نتيجة لتنافس طويل الأمد بين القبيلتين على الموارد والنفوذ في المنطقة.

## أسباب المعركة
كانت النزاعات بين قبيلتي شمر وعنزة تتمحور حول التنافس على الموارد حيث  كانت السيطرة على المراعي والآبار، وخاصة في منطقة بيضاء النثيل، هدفًا استراتيجيًا لكلا القبيلتينه. وقد احتدمت هذه النزاعات بعد سيطرة قبيلة عنزة على بيضاء نثيل، مما دفع قبيلة شمر، بقيادة الشيخ مسلط التمياط، إلى محاولة استعادة السيطرة على المناطق المفقودة. ثم  كانت التحالفات القبلية متغيرة باستمرار، مما زاد من تعقيد الصراع.
وقعت معركة بيضاء نثيل في فترة زمنية غير محددة بدقة بين قوات من قبيلتي شمر وعنزة في منطقة تقع بالقرب من مدينة حائل في نجد. كانت هذه المعركة نتيجة لنزاع قبلي طويل الأمد حول السيطرة على الأراضي والموارد بين القبيلتين.
جمع الشيخ مسلط التمياط قواته من شمر وبعض القبائل المجاورة، وتحرك نحو روضة التنهات. في المقابل، كانت قوات عنزة بقيادة عقاب العواجي في حالة تأهب، متوقعة هجومًا من قوات شمر. بعد سيطرة الشيخ سعدون العواجي من قبيلة عنزة على منطقة بيضاء نثيل، تحرك الشيخ مسلط التمياط، وهو أحد زعماء قبيلة شمر، لاستعادة البلدة. جمع الشيخ مسلط قواته، مستعينًا بمحاربين من عدة قبائل مجاورة، بما في ذلك أهالي موقق وحائل وقفار.
في المقابل، كان عقاب العواجي، قائد قوات عنزة، مدركًا لاحتمالية قيام شمر بهجوم لاستعادة البلدة. كان عقاب يراقب باستمرار التحركات من مكان مرتفع بالقرب من بيضاء نثيل، وعندما لاحظ قدوم قوات شمر من الشرق، أمر بالاستعداد للمعركة. اشتبكت القوات في معركة عنيفة بدأت عند وصول جيش شمر إلى منطقة القاع. ورغم شجاعة المقاتلين من الجانبين، تمكنت قوات عنزة من تحقيق انتصار بفضل تعزيزات مكونة من سبعة فرسان قدموا لدعمهم في لحظة حرجة من القتال. بعد المعركة، تكبدت قوات شمر خسائر، مما أدى إلى انسحابها. لاحق عقاب العواجي القوات المنسحبة وقبض على جريس التمياط، أحد أفراد قبيلة شمر، وأعدمه في موقع يُعرف باسم "زواقيب". في أعقاب هذه الهزيمة، انتقل الشيخ مسلط التمياط من نجد إلى العراق.

## النتائج
بعد معركة طويلة وشاقة، تمكنت قوات عنزة من صد هجوم شمر، مما أدى إلى انسحاب قوات شمر نحو مناطقهم الأصلية. في أعقاب ذلك، تراجعت حدة النزاع بين القبيلتين في تلك المنطقة لفترة من الوقت. تعكس معركة روضة التنهات الطابع الشرس للنزاعات القبلية التي كانت سائدة في الجزيرة العربية. أظهرت هذه المعركة مدى أهمية الأراضي الخصبة والمياه بالنسبة للقبائل، حيث كانت مصدرًا أساسيًا للبقاء والاستمرار. كما تعكس قدرة القبائل على التنظيم العسكري وشن هجمات دفاعية وهجومية في بيئة قاسية.

## أنظر أيضاً
- قبيلة عنزة
- عقاب العواجي
- قبيلة شمر
- بنو تميم
- قفار
- بيضاء نثيل
- سعدون العواجي
- حجاب العواجي